# Empogona maputensis
Empogona maputensis là một loài thực vật có hoa trong họ Thiến thảo. Loài này được (Bridson & A.E.van Wyk) Tosh & Robbr. mô tả khoa học đầu tiên năm 2009.